# Григорий II
Григорий II (лат. Gregorius PP. II; 669 — 11 февраля 731) — папа римский с 19 мая 715 года по 11 февраля 731 года.

## Ранние годы
Григорий родился в знатной римской семье в 669 году, его родителями были Марцелл и Гонеста. По позднейшим данным, Григорий — родственник папы Бенедикта II, однако проверить эти сведения невозможно. В молодости Григорий был в плену у лангобардов, но сумел выкупиться.
Он был сделан иподиаконом и казначеем римского престола во время понтификата папы Сергия I (687—701). Позже он был рукоположён в диаконы и назначен заведующим библиотекой Ватикана.
Во время понтификата папы Константина Григорий стал папским секретарём и сопровождал его в Константинополь в 711 году для обсуждения итогов Трулльского собора. После смерти Константина 9 апреля 715 года Григорий был избран папой и был рукоположён 19 мая 715 года.

## Расширение миссионерской деятельности

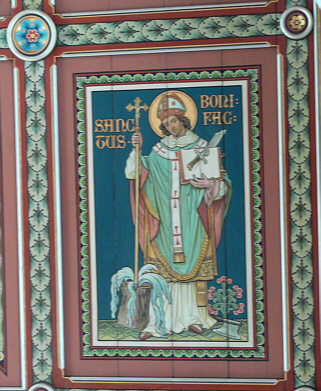
Св. Бонифаций, отправленный Григорием с миссиноерскими целями в Германию

Почти сразу же Григорий занялся ремонтом стен Рима, начав с Тибуртинских ворот. Работы были приостановлены в октябре 716, когда река Тибр вышла из берегов и затопила Рим, нанеся огромный ущерб и отступив лишь через восемь дней. Первый год его понтификата также был ознаменован письмом от Патриарха Иоанна VI Константинопольского, который пытался оправдать свою поддержку монофелитства. Григорий ответил, послав письмо с изложением традиционной римской позиции против монофелитства.
В 716 году Григорий принял Теодо, герцога Баварии, чтобы обсудить дальнейшую христианизацию его земель. В результате этой встречи Григорий дал конкретные поручения своим легатам, которые должны были поехать в Баварию, скоординировать свои действия с герцогом и создать местную церковную иерархию под надзором архиепископа. В 726 году Григорий вынудил отшельника Корбиниана отказаться от монашеского призвания и стать епископом Фрайзингским, в верхней Баварии.
Далее Григорий обратил своё внимание на Германию. В 718 году он отправил к англосаксам миссионера, Винфрида, который начал активную миссионерскую деятельность в Германии. В мае 719 года Винфрид принял имя Бонифация и отправился проповедовать. В 722 году, выслушав отчёт о работе, проделанной к тому времени, Григорий вызвал Бонифация обратно в Рим, чтобы проверить слухи относительно доктринальных заблуждений Бонифация. После изучения письменного исповедания веры Бонифация Григорий был достаточно удовлетворён и вернул Бонифация обратно в Германию. Успехи Бонифация были отмечены в письме папы в декабре 724 году.
Григорий также укрепил папскую власть в церквях Великобритании и Ирландии. В 726 году Григорий принял Ине, бывшего короля Уэссекса, который отрёкся от престола и отправился в паломничество в Рим.

## Церковные преобразования
Григорий также заботился об открытии и восстановлении монастырей. Он превратил семейный особняк в Риме в монастырь, Санта-Агата на Субурре, передав ему дорогие и драгоценные сосуды и украшения, а также открыл новый храм, посвящённый Святому Евстахию. В 718 году он восстановил аббатство Монте-Кассино, разрушенное в ходе нападения лангобардов в 584 году.
В 721 году Григорий провёл Синод в Риме с целью разрешения вопросов, связанных с незаконными браками. После этого в 723 году вновь вспыхнул давний спор между патриархами Аквилеи и Градо. По просьбе короля лангобардов Лиутпранда Григорий предоставил сан патриарха Аквилеи епископу Серению. Вскоре после этого, однако, Григорий получил письмо от Доната, патриарха Градо, который жаловался, что Серений превысил свои полномочия и вмешался в церковную юрисдикцию Градо. В то же время Григорий отчитал Доната за жалобы на первоначальное решения папы передать сан Серению. После этого в 725 году, после смерти Доната, патриархия Градо была узурпирована Петром, епископом Полы. Григорий лишил Петра обеих кафедр и написал пастве, что ей надлежит избрать епископов в соответствии с церковным правом, после чего прихожане избрали Антонина, с одобрения Григория.
Григорий также установил ряд практик внутри Церкви. Он постановил, что в Великий пост по четвергам люди должны поститься, только если постятся и в другие дни недели. Видимо, это было направлено против практики прошлых веков, когда язычники постились в четверг в рамках поклонения Юпитеру.

## Отношения с лангобардами
Папа делал всё, чтобы не воевать с лангобардским королём Лиутпрандом. В апреле 716 года Григорий смог получить согласие Лиутпранда не отбирать возвращённые церкви Арипертом II земли в Коттских Альпах. Однако в 717 году полунезависимый лангобардский герцог Беневенто Ромуальд II, возобновил военные действия и захватил Кумы, прервав сухопутное сообщение Рима с Неаполем. Ни угрозы божественного возмездия, ни попытка подкупа не произвели впечатление на Ромуальда, и тогда Григорий обратился к герцогу Неаполя Иоанну I, и тот на папские средства освободил Кумы.
В том же году лангобардский герцог Сполето Фароальд II захватил Классис, порт Равенны. Григорий стал посредником в переговорах с Лиутпрандом, который вынудил Фароальда вернуть порт экзарху Равенны. Понимая, что лангобардская угроза будет сохраняться, Григорий в 721 году обратился к франкам, прося Карла Мартелла вмешаться и изгнать лангобардов. Однако Карл не ответил на просьбу. Слабость имперских позиций в Италии привела к новым лангобардским вторжениям, и в 725 году они захватили крепость Нарни.
В 727 году лангобарды захватили и разрушили Классис и заняли Пентаполис. Несмотря на то, что Классис был отбит венецианцами в 728 году, боевые действия между византийскими войсками и лангобардами продолжались, пока в 729 году при посредничестве Григория не была заключена сделка между Лиутпрандом и византийским экзархом Евтихием, в результате чего вплоть до смерти Григория было заключено перемирие. Григорий и Лиутпранд встретились в 729 году в древнем городе Сутри. Здесь они достигли соглашения, по которому Сутри и некоторые горные городки в Лацио были переданы папе. Это было первое расширение папской территории за пределами Рима, что ознаменовало начало формирования Папской области.

## Отношения с императором Львом III

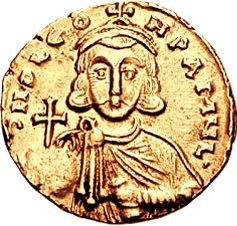
Лев III Исавр, сторонник иконоборчества на византийском престоле

Напряженность в отношениях между Григорием и императорским двором наметилась около 722 года, когда император Лев III Исавр попытался поднять налоги на папских землях в Италии. Лев нуждался в деньгах, чтобы финансировать продолжавшуюся войну с арабами, в то время как Григорий сам нуждался в этих деньгах, чтобы обеспечить продовольствием Рим, тем самым освободив Рим от зависимости от междугородных поставок зерна. В результате папа не согласился с инициативой императора и призвал римлян изгнать имперского губернатора из города, и Лев не смог навязать свою волю Риму.
Однако в 725 году, возможно, по инициативе императора, Мариний, посланный из Константинополя, чтобы управлять Римским дукатом (герцогством), организовал заговор, чтобы убить папу. Мариний вовлёк в него дукса (dux) Рима Василия, хартулария Иордана и иподиакона Луриона, однако заговор был раскрыт, а заговорщики казнены.
Тогда в 726 году Лев издал иконоборческий указ, осуждая владение любыми иконами святых. Когда только Григорий узнал об иконоборчестве, то написал два послания к императору Льву III Исавру, в которых вразумлял того остановиться, прекратить гонения на иконы. Хотя Лев не намеревался немедленно требовать исполнения указа на Западе, Григорий отверг указ. Узнав об этом, население Равеннского экзархата подняло восстание. Войска Равенны взбунтовались, осуждая экзарха Павла и императора Льва III, и низложили тех офицеров, которые остались им верны. Павел сплотил лояльные силы и попытался восстановить порядок, но был убит. Войска обсуждали возможность избрания собственного императора и похода на Константинополь, но Григорий отговорил их. В то же время дукc Неаполя Экзгиларат и его сын Адриан выступили на стороне императора и двинулись на Рим, чтобы убить Григория, но были свергнуты народом и убиты.
В 727 году Григорий созвал синод для осуждения иконоборчества. По данным греческих источников, в частности, Феофана Исповедника, в этот момент Григорий отлучил от церкви императора-иконоборца. Однако ни один западный источник, в частности, Liber Pontificalis, не подтверждает этот акт Григория. Затем он направил два письма Льву, отрицая императорское право вмешиваться в вопросы вероучения, центральный догмат цезаропапизма. Он писал:
«Вы говорите: мы поклоняемся камням, стенам и доскам. Но это не так, о император; они служат нам для поминания и ободрения, поднимая наши души ввысь… И мы поклоняемся им не как богам, как вы считаете, не дай Бог!… Даже маленькие дети издеваются над вами. Придите в одну из своих школ, где говорят, что вы враг икон, и тотчас они бросят свои стилусы в вашу голову, и то, что вы не смогли узнать от мудрых, вы можете узнать у глупцов… В силу власти, которая пришла к нам от Святого Петра, мы могли бы наказать вас… хотя у вас отличный первосвященник, наш брат Герман, советы которого вы должны принимать, как советы отца и учителя… Догмы церкви не вопрос для императора, но для епископов.»
В 728 году Лев послал в Италию нового экзарха, Евтихия, чтобы попытаться восстановить ситуацию. Евтихий послал эмиссара в Рим с инструкциями убить Григория, но заговор был раскрыт. Далее он попробовал обратить короля лангобардов и герцогов против папы, но они сохранили свою двойственную позицию, не противясь, но и не поддерживая папу. В том же году Григорий написал патриарху Герману I Константинопольскому, уверив его в своей поддержке, и когда Герман отрёкся от престола, Григорий отказался признать нового патриарха, Анастасия, и постановления иконоборческого совета Льва III.
В 729 году Евтихий, наконец, смог добиться союза с королём Лиутпрандом, обещав тому помощь в усмирении мятежников. После того, как они подчинили герцогов Сполето и Беневенто, Евтихий и Лиутпранд обратились к Риму с целью заставить папу согласиться с велениями императора. Однако Григорию удалось разбить альянс против него, и Лиутпранд вернулся в Павию. После этого Евтихий достиг шаткого перемирия с Григорием, а папа в ответ поспособствовал перемирию между лангобардами и византийцами. Несмотря на все эти разногласия, Григорий был преданным и энергичным защитником интересов империи. В частности, в 730 году, когда узурпатор Тиберий Петасий поднял восстание в Тоскане, папа оказал поддержку Евтихию в подавлении мятежа.
Григорий умер 11 февраля 731 года и был похоронен в базилике Святого Петра. Данные о расположении его могилы с тех пор утрачены. Впоследствии он был причислен к лику святых, его память как святого в римском календаре отмечается 13 февраля.
Григорий II был предполагаемым предком семьи Савелли, но эти сведения ненадёжны. То же самое было сказано в VII веке о папе Бенедикте II, но ничего определённого о родстве между ними не известно.

## Чудо в битве при Тулузе (721)
Григорий II фигурирует в легенде о победе над мусульманами в битве при Тулузе (721). Согласно Liber Pontificalis, в 720 году папа Григорий послал Эду, герцогу Аквитании, три корзины хлеба. Герцог перед битвой раздал кусочки этого хлеба своим воинам. После боя выяснилось, что никто из тех, кто пробовал хлеб, не был убит или ранен.